# Porotrichum intermedium
Porotrichum intermedium là một loài Rêu trong họ Neckeraceae. Loài này được (Ångström) Mitt. miêu tả khoa học đầu tiên năm 1882.